# オイルサンド
オイルサンド

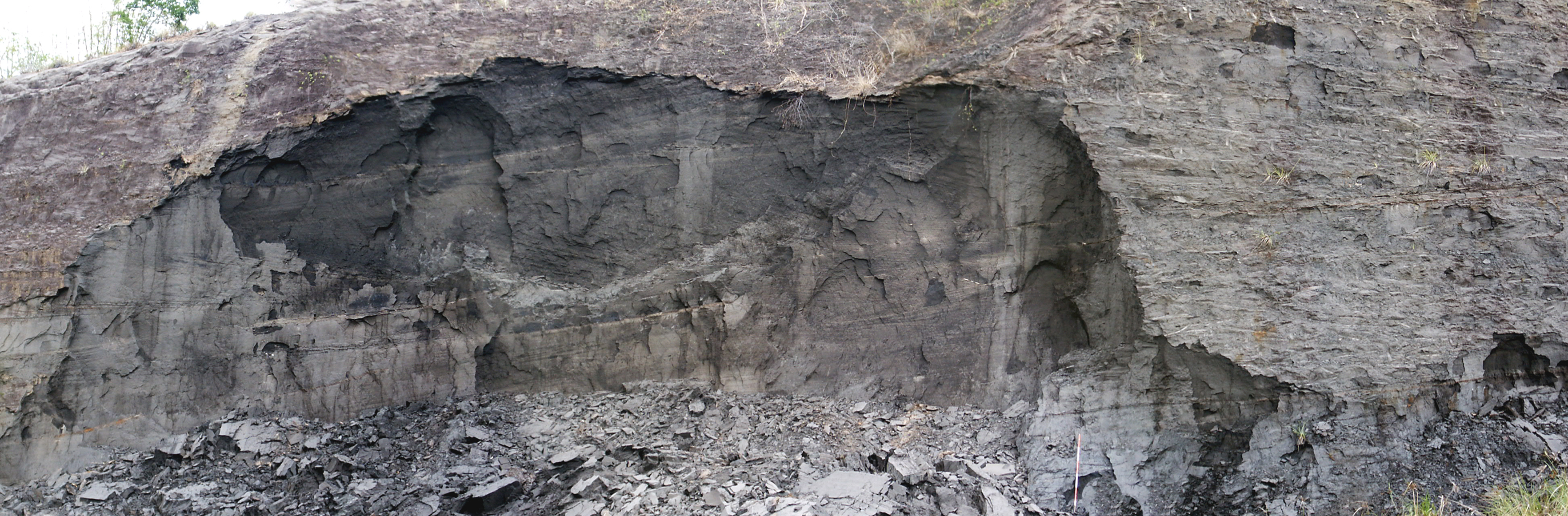
トリニダード・トバゴで露出しているオイルサンド層

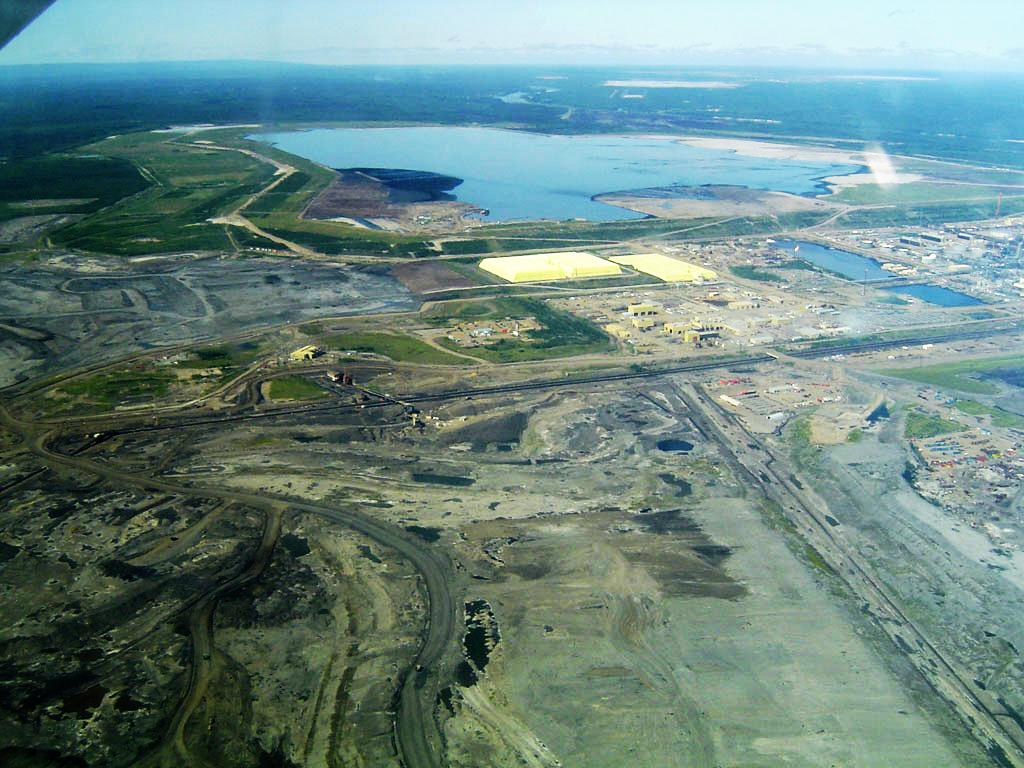
シンクルード社等の鉱滓池にはビチューメン抽出残滓物が含まれる

（Oil sand、油砂（ゆさ））あるいはタールサンド（Tar sands）とは、極めて粘性の高い鉱物油分を含む砂岩のこと。原油を含んだ砂岩が地表に露出、もしくは地表付近で地下水などと反応し、揮発成分を失ったものと考えられている。色は黒ずみ、石油臭を放つことが特徴。油分が石炭を乾留した時に出るコールタールに似ていることから、初めタールサンドと呼ばれたが、実際の成分は石油精製から得られるアスファルトに近い。
母岩が砂岩ではなく頁岩の場合にはオイルシェール (Oil Shale) と呼ばれる。

## 原油代替としてのオイルサンド

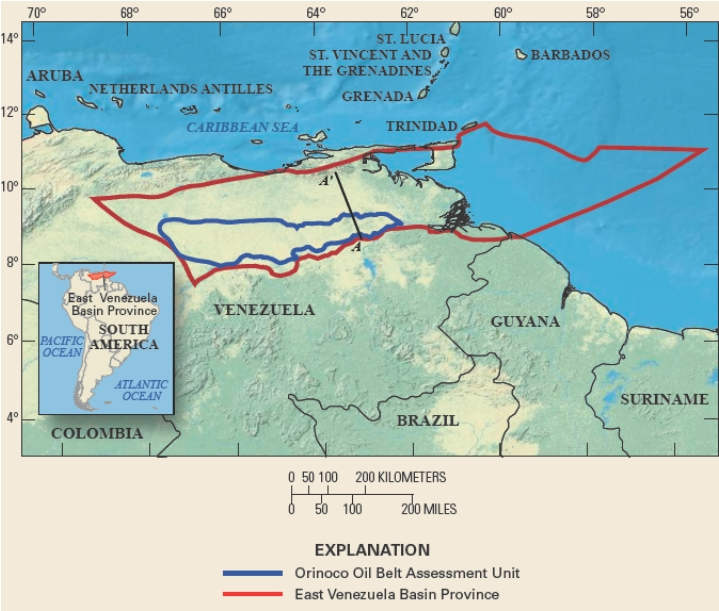
青線はベネズエラ重質油の分布域

世界中に埋蔵されているオイルサンド、オイルシェールから得られる重質原油は約4兆バレルで通常原油の2倍以上と推定されており、石油燃料代替資源として注目を浴びている。オイルサンドから1バレルの重質原油を得るためには、数トンの砂岩を採掘し、油分（ビチューメン）を抽出する必要があり、大量の廃棄土砂（産業廃棄物）が発生する。従来の原油と比較して生産コストが高く、さらに廃棄土砂の処理に多額の費用がかかるため、長い間不採算の資源として放置されていた。かつて第2次世界大戦中、石油資源の枯渇した日本軍部が満州のオイルサンド採掘に取り組んだこともあり、1970年代のオイルショックの際には日本の国家プロジェクトとしてオイルシェール生産プラント実験が行われた。カナダ・アルバータ州では2000年代以降の油価高騰が起こる数十年前より大規模な露天掘りが行われ、このビチューメンにガソリンやコンデンセートを混ぜて作る改質原油がカナダ原油生産の相当部分を占めるようになった。一方、ベネズエラでは地下に重質油鉱床があるため通常原油のように坑井を通して採掘される。いずれも流動性の低い原油であるため、油層内で加熱したり流動性の高いものを注入するなどして生産性を上げる。

## 地球温暖化問題とオイルサンド
気候変動枠組条約締約国であるカナダにおける地球温暖化ガスの排出量は、京都議定書の目標年である2008年から2012年の間に1990年比で30%近くの大幅な増加が見込まれている。この増加の要因の一つには、オイルサンドの生産、精製の工程で生じる温暖化ガスの相当量が排出量にカウントされることにあり、オイルサンド自体が地球温暖化問題を通じてネガティブな資源として注目を浴びるようになった。なお、カナダは2011年12月に開かれた第17回気候変動枠組条約締約国会議（COP17）において、京都議定書からの離脱を表明している。

## 斜陽化
オイルサンド開発のコストダウンは進まず、2010年代においても原油価格が高い時期にしか採算が合わなかった。オイルメジャーのロイヤル・ダッチ・シェルやノルウェー国営石油会社のスタトイル（現：エクイノール）は、2016年、カナダのオイルサンド事業からの撤退を発表した。2017年、カナダ政府自身も長期的には撤退の意向を示している。

## 世界の分布

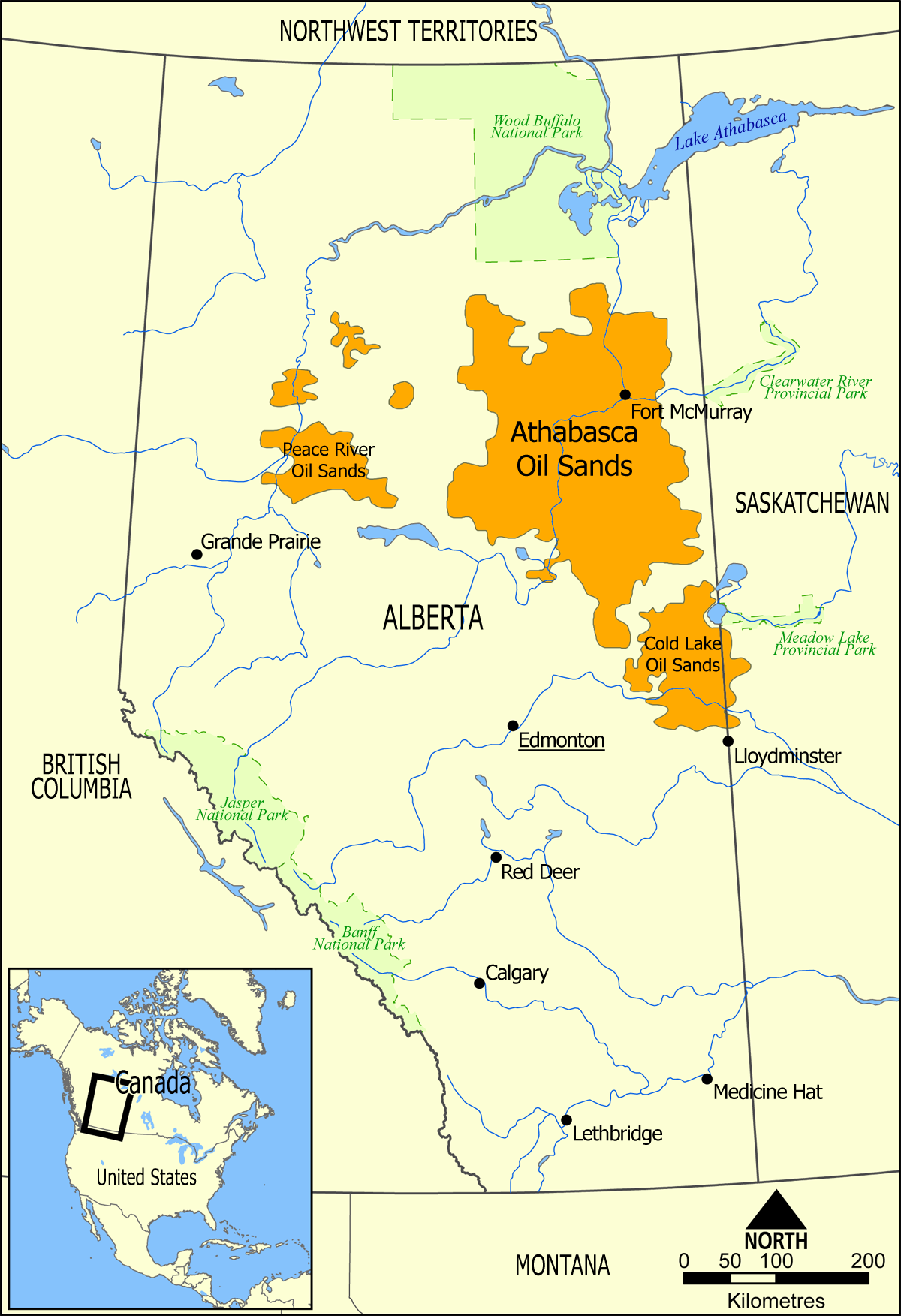
カナダ・アルバータ州のオイルサンド埋蔵地

大規模なオイルサンドは、カナダ（アルバータ州北東部のアサバスカ地域）、ベネズエラ東部のオリノコ地域に分布、ほかにコンゴやマダガスカルにもある。極めて低質なものは日本でも新潟県新潟市の新津油田などに見られる。代表的なオイルシェール地帯はアメリカ合衆国（西部）、ブラジル、ロシア、オーストラリアなどに分布する。